# 大谷弘至
大谷 弘至（おおたに ひろし、1980年 - ）は、福岡県出身の俳人。
福岡市に生まれ、3歳のころ朝倉市に移住。上京して早稲田大学に入学後、いくつかの結社を経て2004年に長谷川櫂の「古志」に入会。当初はロシア文学、特にドストエフスキーの研究を志したが、語学の問題などがあり中絶、子規以前の古俳諧の研究に転じた。2006年、「古志」の飴山實俳句賞受賞。2010年、アンソロジー『超新撰21』（邑書林）入集。2011年1月、長谷川櫂に譲られ30歳で「古志」新主宰に就任。俳壇で最も若い俳誌主宰者となる。同年3月、二松学舎大学大学院博士後期課程満期修了。
代表的な句に「波寄せて詩歌の国や大旦」などがあり、古格を踏まえた句風。句集に『大旦』（角川学芸出版、2010年）、『蕾』（花神社、2019年）がある。

## 著書
- 句集『大旦』角川学芸出版、2010年
- 『小林一茶』 ビギナーズ・クラシックス 日本の古典 角川ソフィア文庫、2017年
- 句集『蕾』花神社、2019年
- 『楽しい孤独　小林一茶はなぜ辞世の句を詠まなかったのか』中公新書ラクレ、2021年

## 出演

### テレビ
- 視点・論点「小林一茶の生き方」（2021年12月21日、NHK総合）（再放送2022年5月4日、NHK Eテレ、2022年5月5日、NHK総合）